# Zephyrus Undae
Le Zephyrus Undae sono una struttura geologica della superficie di Titano.